# قره‌دای
قره‌دای، روستایی از توابع بخش فامنین شهرستان همدان در استان همدان ایران است.

## جمعیت
این روستا در دهستان پیشخور قرار دارد و براساس سرشماری مرکز آمار ایران در سال ۱۳۹۵، جمعیت آن ۲۳۴ نفر (۶۷ خانوار) بوده‌است.